# Карлос Бліксен
Карлос Бліксен (ісп. Carlos Blixen, 27 грудня 1936 — 1 серпня 2022) — уругвайський баскетболіст.
Бронзовий призер Олімпійських Ігор 1956 року, учасник 1960 року.